# Domenico Pennestrì
Domenico Pennestrì (Reggio Calabria, 1º gennaio 1899 – Porto Edda, 5 ottobre 1943) è stato un ufficiale italiano.

## Biografia
Pennestrì fu un ufficiale, medaglia d'oro al valor militare alla memoria. Aveva combattuto nella prima guerra mondiale ed aveva successivamente prestato servizio in Eritrea e in Libia. Nel 1943, col grado di tenente colonnello, si trovava in Albania al comando del 129º Reggimento fanteria.
Dopo l'armistizio, Pennestrì si unì ai partigiani locali nella lotta contro i tedeschi. Fatto prigioniero col suo reparto decimato, l'ufficiale fu fucilato.
Al tenente colonnello Domenico Pennestrì è stata intitolata una via di Roma.